# リコノミクス
リコノミクス（Likonomics / Liconomics）とは、中華人民共和国の李克強（Li Keqiang）が第7代国務院総理（首相）在任中に掲げた経済政策を指す言葉である。

## 概要
中国経済を高度成長から安定成長に軟着陸させるために短期的な景気刺激策を避け、レバレッジを抑制し、構造改革を行うという政策。バークレイズ・キャピタルが2013年6月のレポート内で命名した。レーガノミクスと共通点が多いとされる。7月には中国経済網が発表した2013年上半期の中国経済10大流行語にランクインした。
先述のレポートは経済学の博士号を持つ李克強が習近平政権において経済政策を主導するであろうという仮定のもとに書かれたものであったが、実際には中国共産党における経済政策を指導する中央財経領導小組会議議長を務める習近平が主導したこともあり、結果としてリコノミクスという言葉は定着しなかった。